# Argiope aetherea
Argiope aetherea là một loài nhện trong họ Araneidae.
Loài này thuộc chi Argiope. Argiope aetherea được Charles Athanase Walckenaer miêu tả năm 1842.

## Hình ảnh

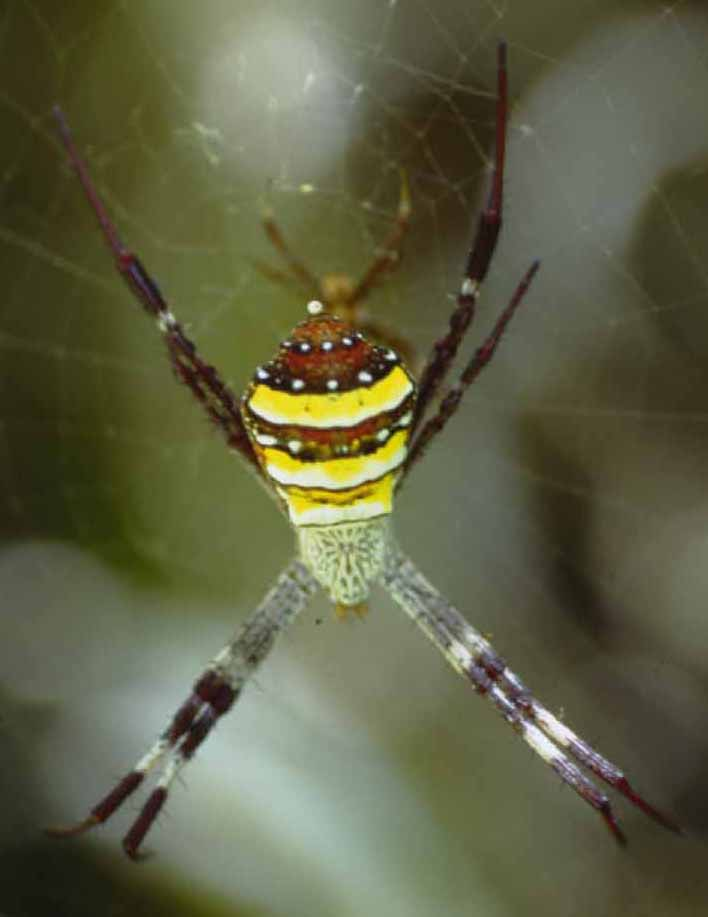